# Медиасервер
Медиасервер — это устройство или прикладное программное обеспечение, которое хранит медиа-файлы (видео, аудио или изображения) в цифровом формате и делает их доступными по сети.
Медиасерверы варьируются от серверов, предоставляющих видео по запросу, до небольших персональных компьютеров или NAS (сетевое хранилище) для дома.

## Определение
Мультимедиа сервер - Автоматизированная Система Управления (АСУ) медиаконтентом - это набор программно-аппаратных и решений для получения, хранения, обработки, редактирования и передачи информации от источника к конечному получателю информации.

## Области применения
Медиасерверы можно использовать для решения следующих задач:
- Панорамные видеопроекции (включая 2D и 3D мэппинг)
- работа со светодиодными панелями разных форм и разрешений
- инсталляция с использованием «микса» из бесшовных панелей, проекторов и LED-экранов
- преобразование видеопикселей в световые
- управление поворотными камерами и видеоматрицами
- организация рекламного вещания на LED-панелях
- интеграция с «умным» домом
- автономные интерактивные инсталляции
- управление аттракционами и сценариями парков отдыха
- синхронизация медиазвука, света, механики сцены
- синхронизация видео на движущихся экранах
- воспроизведение медиафайлов без компрессии
- интеграция с оборудованием в ТВ-студиях
- решения по визуализации медиаинсталляций
- диспетчерские и ситуационные центры
- театральные постановки
- поддержка и сетапы для виджеев.

## Медиасерверы в массовых мероприятиях
Растущее использование моушн-дизайна в таких средах, как театр, танцы, корпоративные мероприятия и концерты, привело к появлению медиасерверов, разработанных специально для живых мероприятий. Они часто представляют собой компьютеры с высокими техническими характеристиками, оснащенные высокоскоростными жесткими дисками, такими как массивы RAID или SSD, несколькими графическими процессорами и, обычно, платой видеозахвата, позволяющей совмещать живое видео с записанным ранее и эффектами в реальном времени. Высококачественные системы медиасервера включают поддержку DMX512-A, MIDI, Art-Net или аналогичные протоколы управления, позволяющие нескольким удаленным источникам, при помощи ползунков, кнопок и ручек на консоли управления, управлять этими параметрами, а также отправлять команды с медиасервера, например, для управления RGB, движущимся освещением и другими сценическими эффектами.
Основной особенностью мультимедийных серверов высокого класса является возможность проекционого отображения, где несколько видеопроекторов могут проецировать изображения на объекты неправильной формы и положения и даже отслеживать их движение.

## Медиасерверы в телефонии
В телефонии медиасервер — это вычислительный компонент, который обрабатывает аудио- или видеопотоки, связанные с телефонными звонками или соединениями. Конференц-сервисы являются конкретным примером того, как можно использовать медиасерверы, поскольку для смешивания аудиопотоков необходим специальный «механизм», чтобы участники конференции могли слышать друг друга. Серверам конференц-связи могут также потребоваться другие специализированные функции, такие как обнаружение «самого громкого говорящего» или перекодирование аудиопотоков, а также интерпретация тонов DTMF, используемых для навигации по меню. Для обработки видео может потребоваться изменить видеопотоки, например перекодировать из одного видеокодека в другой или изменить масштаб изображения с одного размера на другой. Эти функции обработки мультимедиа являются основной обязанностью медиасервера.
С переходом телефонных сетей на технологию VoIP и использованием протокола инициализации сеанса (SIP) идея медиа-серверов начала набирать некоторую популярность. Как правило, приложение («сервер приложений») имеет управляющую логику и управляет удаленным сервером резервного копирования (или несколькими серверами) через IP-соединение, возможно, с использованием SIP. Для такого способа работы были созданы такие протоколы, как Netann, MSCML и MSML, а в IETF разрабатывается новый протокол MediaCTRL.
Мультимедийная подсистема IP (IMS), схема сетей следующего поколения, определяет компонент, называемый MRF (Функция медиаресурса), который является своего рода медиасервером. В случае IMS «управляющая логика» обеспечивается MRFC (контроллером MRF), который, наряду с вышеперечисленными уровнями, представляет собой «сервер приложений». Хотя MRF был в значительной степени связан с устаревшим протоколом H.248 (см. Протокол управления шлюзом), утверждается, что в конечном итоге будут преобладать протоколы на основе SIP, такие как MediaCTRL.